# 김규현
김규현(金奎顯, 1953년 6월 13일~)은 대한민국의 외무공무원이다. 박근혜 정부의 외교부 제1차관과 국가안보실 차장을 지냈고, 윤석열 정부의 국가정보원장이었다.

## 학력
- 경기고등학교 졸업
- 서울대학교 치의학 학사
- 하버드대학교 대학원 행정학 석사

## 경력
- 1980 제14회 외무고시 합격
- 1980.08 외무부 근무
- 1986.06 주 미국 대사관 2등서기관
- 1995.06 주 방글라데시 대사관 참사관
- 2000.02 외교통상부 북미1과장
- 2002.01 주 미국 대사관 참사관
- 2004.12 주 미국 대사관 심의관
- 2006.02 국방부 국제협력관
- 2007.08 주 미국 대사관 정무공사
- 2009.12 외교통상부 장관 특별보좌관
- 2010.02 외교통상부 평가담당대사
- 2012.05~2013.03 외교통상부 차관보
- 2013.03~2014.02 외교부 제1차관
- 2014.02~2015.10 국가안보실 제1차장 겸 국가안전보장회의 사무처장
- 2015.10~2017.05 대통령비서실 외교안보수석
- 2015.10~2017.05 국가안보실 2차장
- 2021.08~2021.11: 국민의힘 윤석열 제20대 대통령 선거 예비후보 조직본부 특보단 외교안보특보
- 2022.05~2023.11 제15대 국가정보원장
- 2022.05~2023.11: 대통령 직속 국가지식재산위원회 당연직 위원